# Sokol (Moskvas tunnelbana)
Sokol (ryska: Сокол, "Falken") är en tunnelbanestation på Zamoskvoretskajalinjen i Moskvas tunnelbana.
Stationen öppnades den 30 december 1938, och var linjens nordvästra slutstation fram till 1964 då tre nya nordliga stationer öppnades. Sokol har två nedgångar på var sida om Leningradskij prospekt. År 2003 öppnades en ny nedgång från shoppingcentret Metro i närheten.
Stationens namn kommer från byn Sokol, vilken också givit namn till distriktet.